# Kitchen Impossible/Staffel 6
Dieser Artikel enthält die Episodenliste der sechsten Staffel der VOX-Kochsendung Kitchen Impossible. Mit einem Umfang von nur 6 Folgen war die Staffel die kürzeste seit der ersten Staffel, die ebenfalls aus nur 6 Episoden bestand.

## Produktion und Ausstrahlung
Ende Mai 2020 wurde bekanntgegeben, dass die bereits zuvor begonnenen Dreharbeiten zur sechsten Staffel innerhalb der kommenden Wochen wieder aufgenommen werden sollen, die Episoden wegen der Auswirkungen der COVID-19-Pandemie allerdings hauptsächlich in Deutschland und dem deutschsprachigen Raum gedreht werden.
Ausstrahlungsbeginn war am 14. Februar 2021 auf dem gewohnten Sendeplatz am Sonntagabend ab 20:15 Uhr. Das Staffelfinale war am 21. März 2021 zu sehen, wobei es sich erstmals um eine Folge handelte, in der drei Köche gegeneinander antraten. Angeschlossen an die Ausstrahlung der Staffel wurde in der auf das Finale folgenden Woche das Duell Mälzers mit Tim Raue aus Staffel 5 wiederholt.

## Duellanten

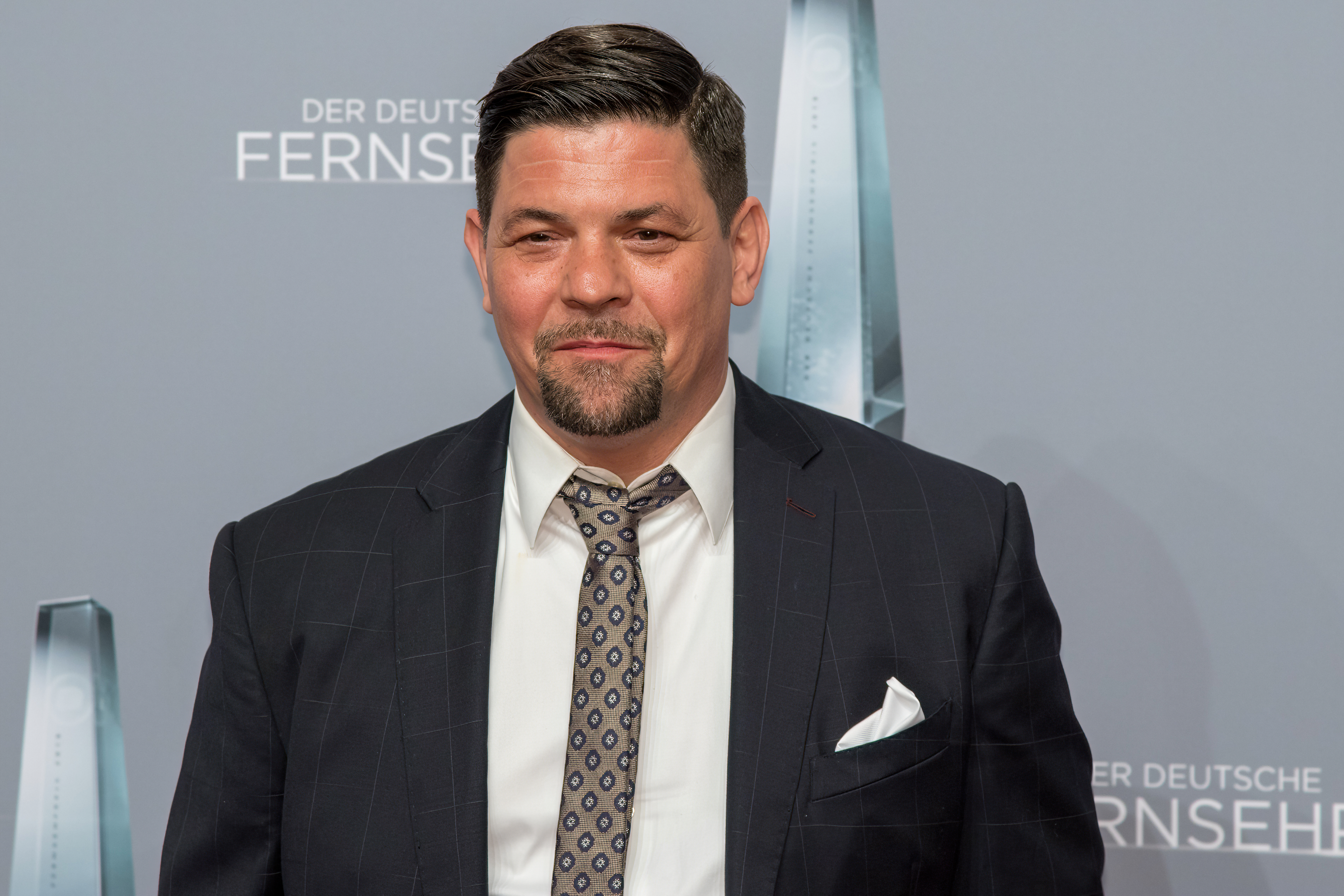
Tim Mälzer

Gegner Mälzers waren Ludwig Maurer, Sven Elverfeld, Daniel Gottschlich, Sepp Schellhorn, der bereits in einer Weihnachts-Edition zu sehen waren, und Alexander Wulf, die beide zudem in Mälzers Format Ready to beef! aufgetreten waren. Zudem kam es erstmals zu einem Dreier-Duell, der als solche bezeichneten  Best Friends-Edition, in welcher sich Mälzer mit dem alljährlichen Gegner Tim Raue maß, wie auch mit Alexander Herrmann, der zuletzt als Duellant in Staffel 1 gegen Mälzer angetreten war und zudem einen kurzen Auftritt in Staffel 5 absolvierte.
Dabei schickte einer der Köche die anderen beiden an einen Ort seiner Wahl, wo diese das gleiche Gericht serviert bekamen und im direkten Duell ihre beiden Gerichte von ein und derselben Jury mit dem Original verglichen wurden, ähnlich wie es bereits im Duell Mälzers und Raues in Staffel 5 der Fall gewesen war.

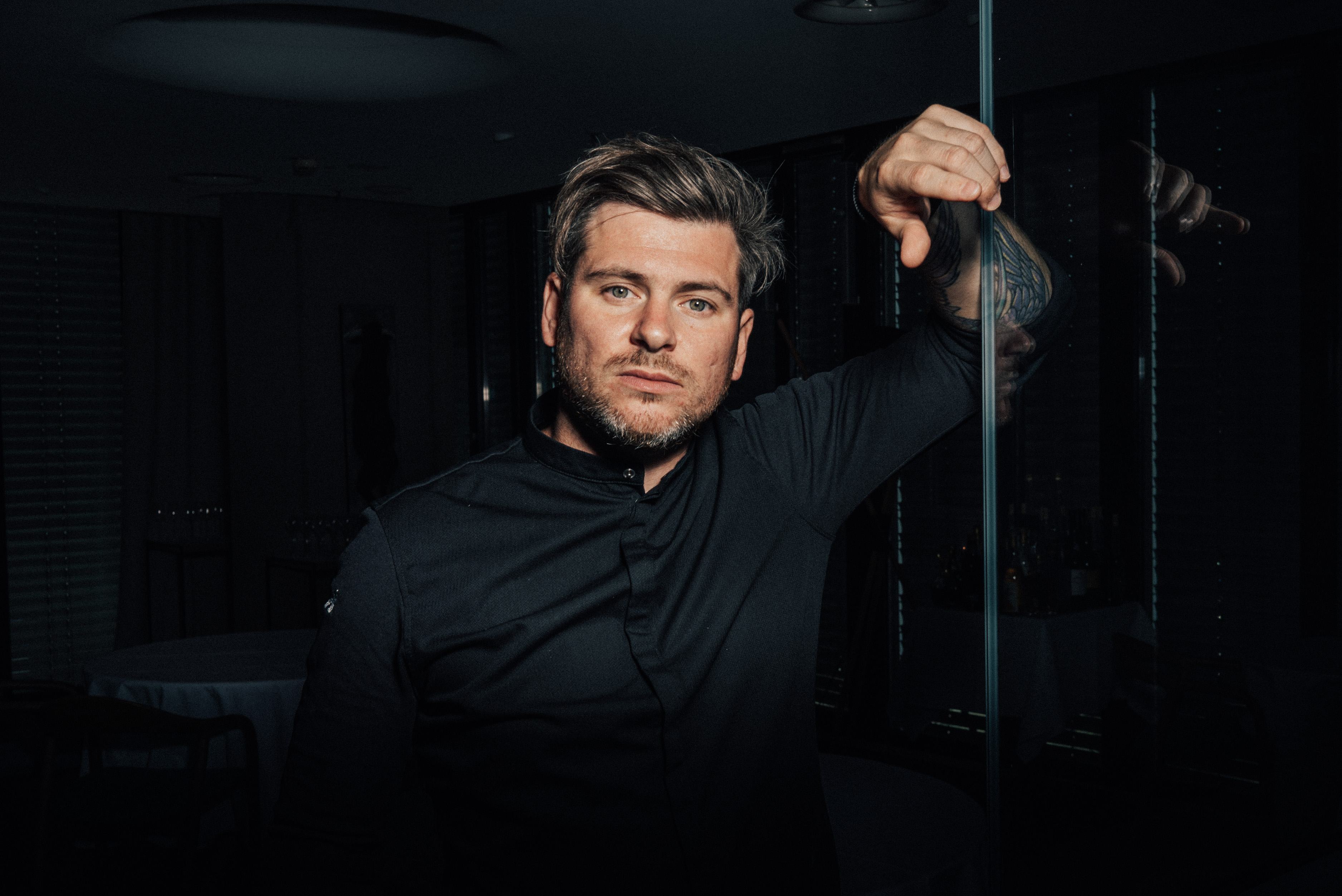
Daniel Gottschlich
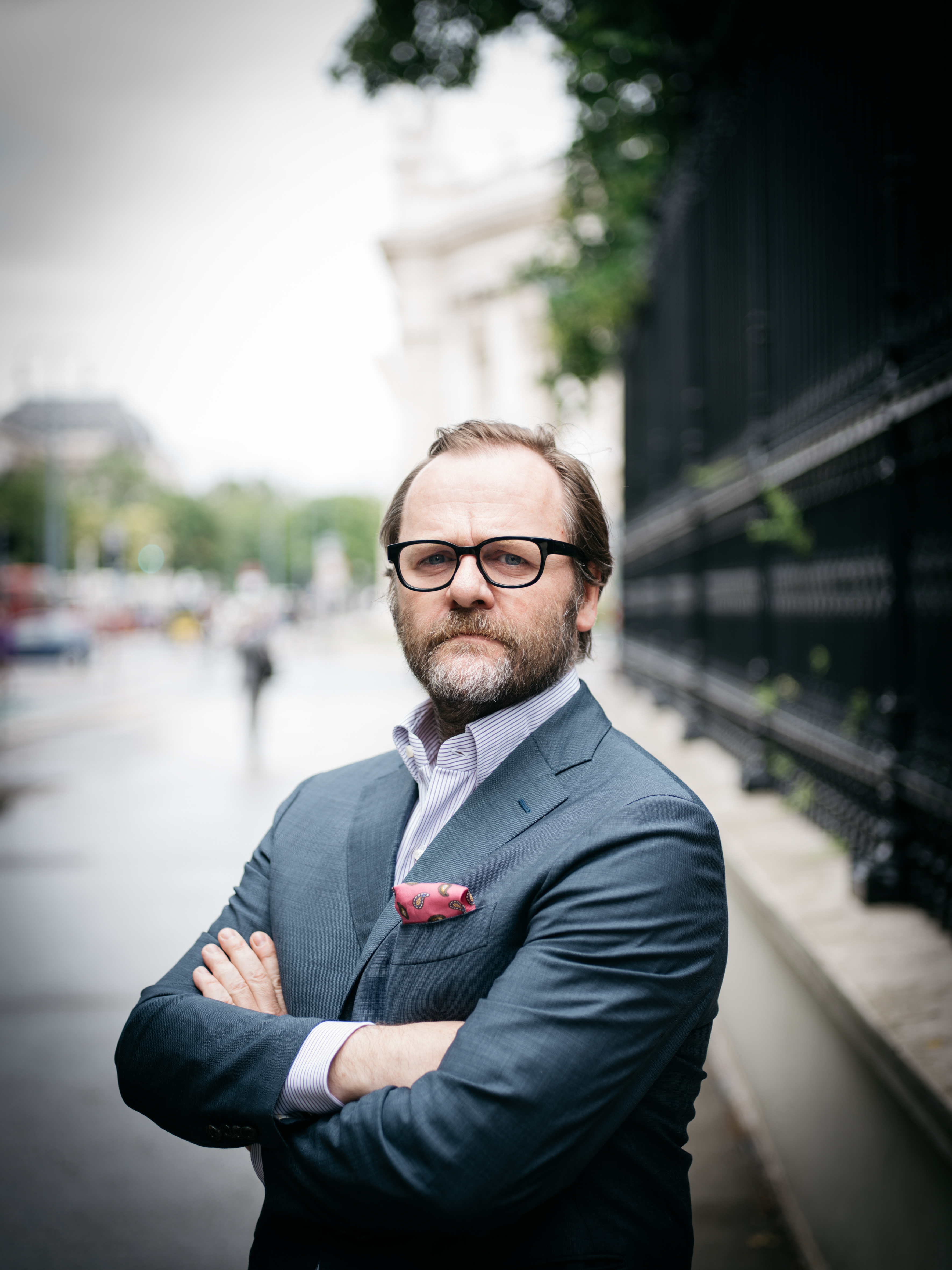
Sepp Schellhorn
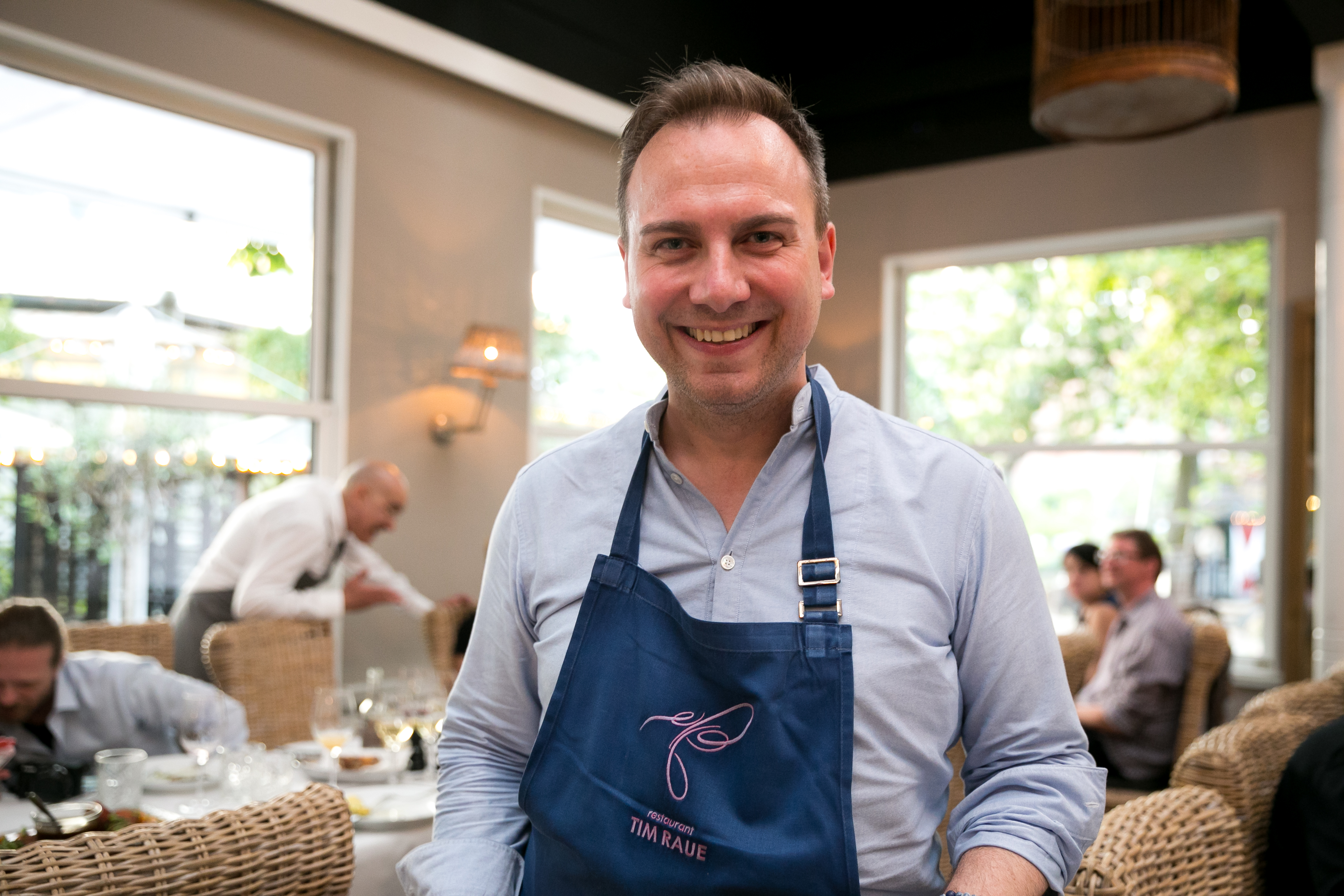
Tim Raue
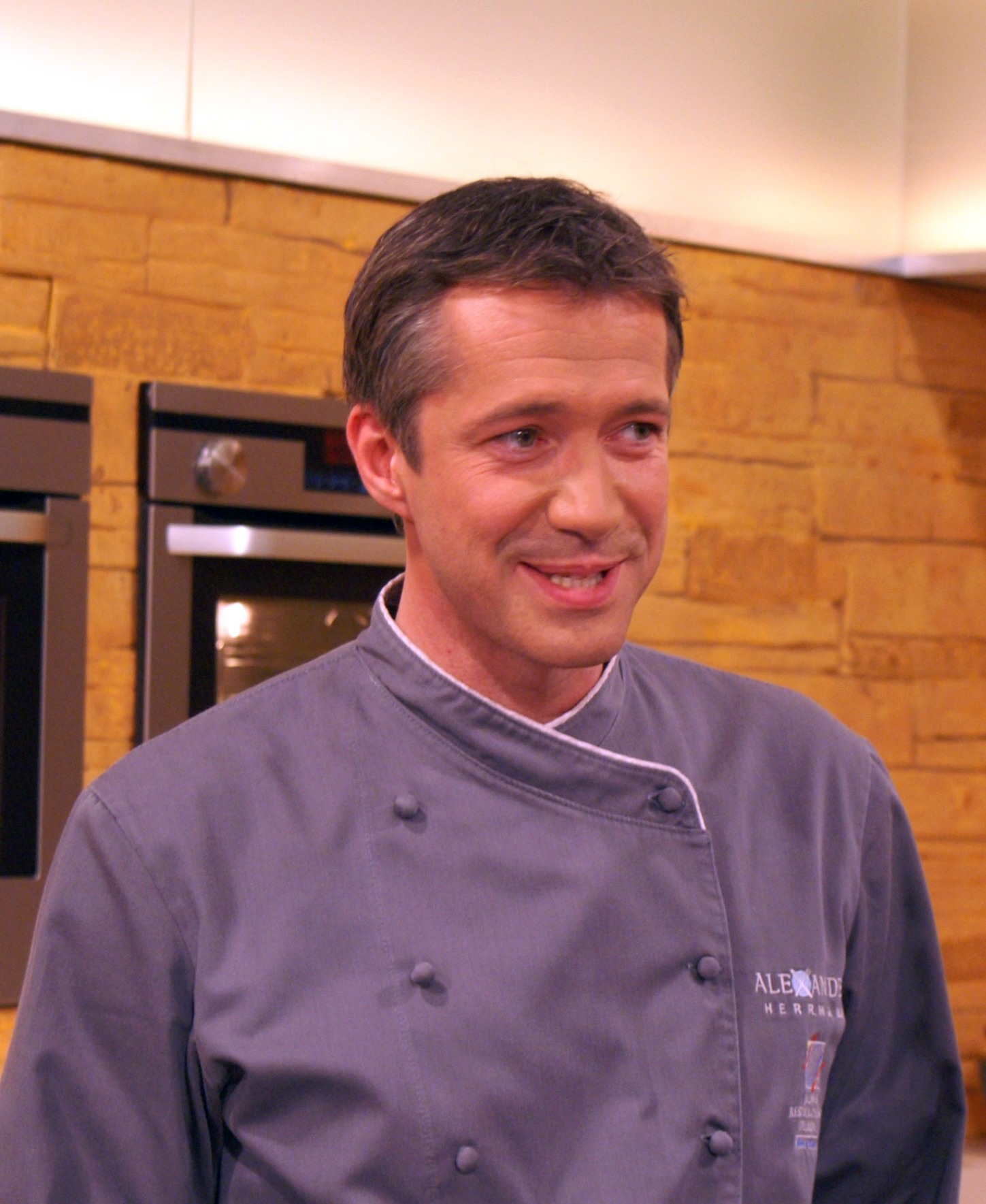
Alexander Herrmann

## Episoden
Die Gesamtsieger der einzelnen Sendungen werden im Folgenden im Abschnitt „Köche“ namentlich fett dargestellt.
| #      | Erstausstrahlung | Köche                          | Tim Mälzer        | Tim Mälzer                                                                                      | Tim Mälzer | Gegner                         | Gegner                                                                                                   | Gegner  |
| #      | Erstausstrahlung | Köche                          | Länder            | Gericht                                                                                         | Punkte     | Länder                         | Gericht                                                                                                  | Punkte  |
| ------ | ---------------- | ------------------------------ | ----------------- | ----------------------------------------------------------------------------------------------- | ---------- | ------------------------------ | --- | ------- |
| 1      | 14. Februar 2021 | Tim Mälzer, Ludwig Maurer      | Rattenberg        | Wagyū hoch 3 (nach Ludwig Maurer)                                                               | 6,3/10     | Glückstadt                     | Hamburger Aalsuppe und Labskaus                                                                          | 6,4/10  |
| 1      | 14. Februar 2021 | Tim Mälzer, Ludwig Maurer      | Ködnitz           | Alles Zwetschge (nach Heiko Antoniewicz)                                                        | 5,2/10     | Frankfurt am Main              | Tintenfischsalat mit Reis, Eier-Soufflé, Lotuswurzel und Kimchi                                          | 5,5/10  |
| Gesamt |                  |                                | 11,5/20           | 11,5/20                                                                                         | 11,5/20    | 11,9/20                        | 11,9/20                                                                                                  | 11,9/20 |
| 2      | 21. Februar 2021 | Tim Mälzer, Daniel Gottschlich | Köln              | Hähnchenkotelett mit Bulgur                                                                     | 8,4/10     | Aschau im Chiemgau             | Rehrücken in Nudelteig mit Pflaumen (nach Heinz Winkler) 1                                               | 6,9/10  |
| 2      | 21. Februar 2021 | Tim Mälzer, Daniel Gottschlich | Berlin            | Kimchi und Karotte (nach Yannic Stockhausen) 2                                                  | 5,3/10     | Wernigerode/Blankenburg (Harz) | Omas Möhrensuppe und Tote Oma (nach Christa Pietsch, der Großmutter von Robin Pietsch) 3                 | 7,9/10  |
| Gesamt |                  |                                | 13,7/20           | 13,7/20                                                                                         | 13,7/20    | 14,8/20                        | 14,8/20                                                                                                  | 14,8/20 |
| 3      | 28. Februar 2021 | Tim Mälzer, Alexander Wulf     | Erkelenz          | Beshbarmak und Baursaki                                                                         | 5,1/10     | Hamburg                        | Tortellini alla Carbonara (nach Matteo Ferrantino) 4                                                     | 5,9/10  |
| 3      | 28. Februar 2021 | Tim Mälzer, Alexander Wulf     | Düsseldorf        | Schweinshaxe mit Bratkartoffeln (nach Marinko Miletić)                                          | 4,9/10     | Rantum (Sylt)                  | Salzwiesenlamm (nach Jan-Philipp Berner) 5                                                               | 7,4/10  |
| Gesamt |                  |                                | 10,0/20           | 10,0/20                                                                                         | 10,0/20    | 13,3/20                        | 13,3/20                                                                                                  | 13,3/20 |
| 4      | 7. März 2021     | Tim Mälzer, Sepp Schellhorn    | Neufelden         | Blunzenschädl und Leberschädel (nach Philip Rachinger)                                          | 7,0/10     | Heringsdorf (Usedom)           | Fischsoljanka                                                                                            | 6,2/10  |
| 4      | 7. März 2021     | Tim Mälzer, Sepp Schellhorn    | Salzburg          | Grammelknödel mit Veltlinerkraut                                                                | 5,2/10     | Berlin 6                       | Pilzlebercreme (nach Sebastian Frank) (Griechische Spezialitäten wurden vorab als Scherz gereicht.)      | 5,4/10  |
| Gesamt |                  |                                | 12,2/20           | 12,2/20                                                                                         | 12,2/20    | 11,6/20                        | 11,6/20                                                                                                  | 11,6/20 |
| 5      | 14. März 2021    | Tim Mälzer, Sven Elverfeld     | Frankfurt am Main | Vogelsberger Lamm (nach Patrick Bittner)                                                        | 5,2/10     | Schorndorf                     | Cháo Gà und Bánh cuốn Nước mắm (Vietnamesische Reissuppe mit Huhn und vietnamesische Reisrollen mit Dip) | 5,0/10  |
| 5      | 14. März 2021    | Tim Mälzer, Sven Elverfeld     | Rottach-Egern     | Die Kiste (Gefüllter Kartoffelwürfel, Trüffelmousseline, Trüffelsalat) (nach Christian Jürgens) | 5,4/10     | Feldberg-Bärental              | Schwarzwälder Kirschtorte                                                                                | 5,2/10  |
| Gesamt |                  |                                | 10,6/20           | 10,6/20                                                                                         | 10,6/20    | 10,2/20                        | 10,2/20                                                                                                  | 10,2/20 |

| #      | Erstausstrahlung | Köche                                    | Raue vs. Herrmann | Raue vs. Herrmann                                                                      | Raue vs. Herrmann | Mälzer vs. Herrmann | Mälzer vs. Herrmann                       | Mälzer vs. Herrmann | Mälzer vs. Raue    | Mälzer vs. Raue                       | Mälzer vs. Raue   |
| #      | Erstausstrahlung | Köche                                    | Länder            | Gericht                                                                                | Punkte            | Länder              | Gericht                                   | Punkte              | Länder             | Gericht                               | Punkte            |
| ------ | ---------------- | ---------------------------------------- | ----------------- | -------------------------------------------------------------------------------------- | ----------------- | ------------------- | ----------------------------------------- | ------------------- | ------------------ | ------------------------------------- | ----------------- |
| 6      | 21. März 2021    | Tim Mälzer, Tim Raue, Alexander Herrmann | Darmstadt         | Ghorme Sabzi mit Basmati-Safran-Reis und Tajin Mahitsche Behryani mit Dill-Bohnen-Reis | 4,6/10            | Berlin              | Sushi & Sashimi-Platte (nach The Duc Ngo) | 5,7/10              | Bamberg/Wachenroth | Kalbsleberparfait im Baumkuchenmantel | 5,5/10            |
| 6      | 21. März 2021    | Tim Mälzer, Tim Raue, Alexander Herrmann | Darmstadt         | Ghorme Sabzi mit Basmati-Safran-Reis und Tajin Mahitsche Behryani mit Dill-Bohnen-Reis | 4,5/10            | Berlin              | Sushi & Sashimi-Platte (nach The Duc Ngo) | 5,7/10              | Bamberg/Wachenroth | Kalbsleberparfait im Baumkuchenmantel | 6,5/10            |
| Gesamt |                  |                                          | Mälzer: 11,2/20   | Mälzer: 11,2/20                                                                        | Mälzer: 11,2/20   | Raue: 11,1/20       | Raue: 11,1/20                             | Raue: 11,1/20       | Herrmann: 10,2/20  | Herrmann: 10,2/20                     | Herrmann: 10,2/20 |

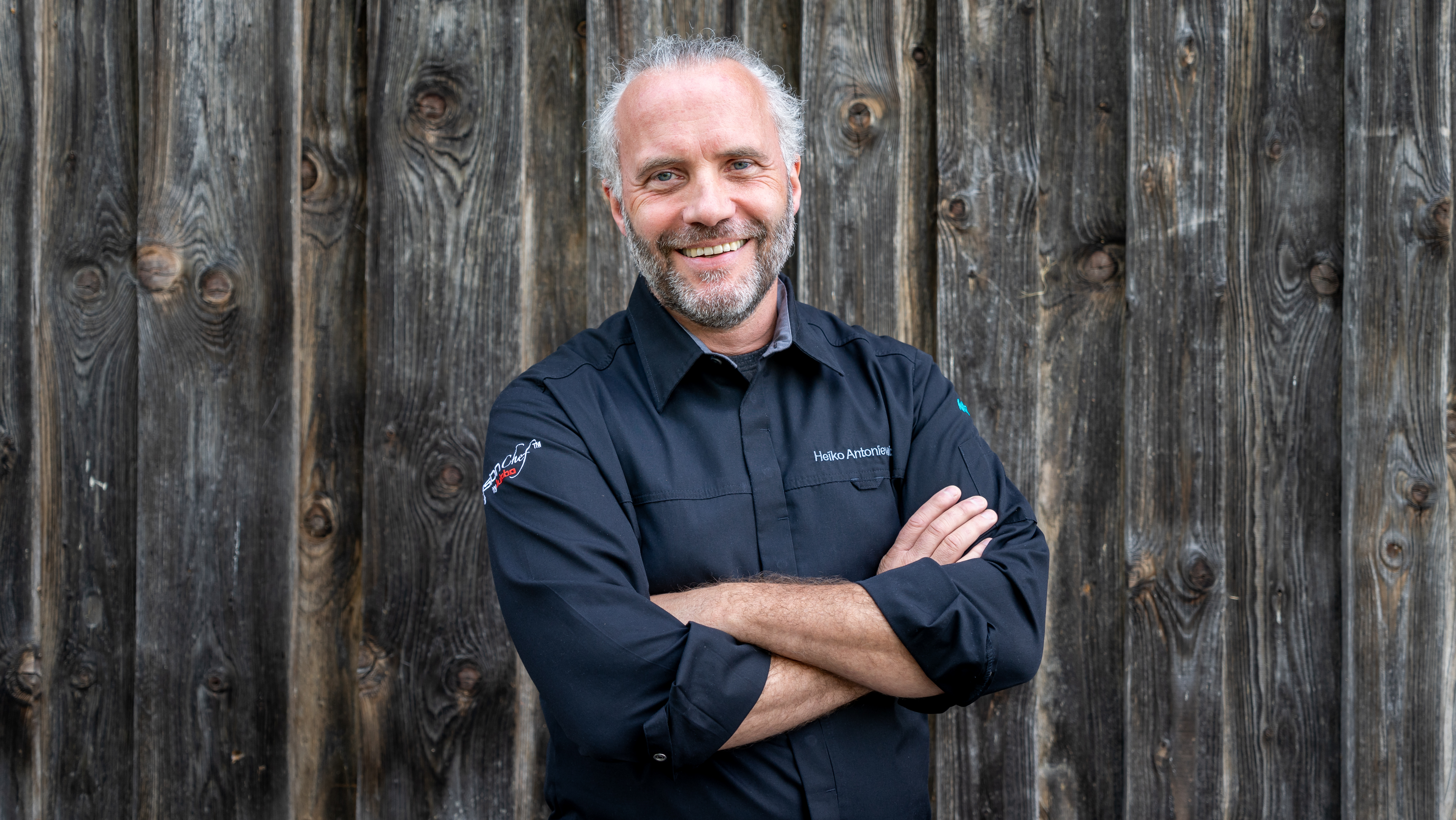
Heiko Antoniewicz
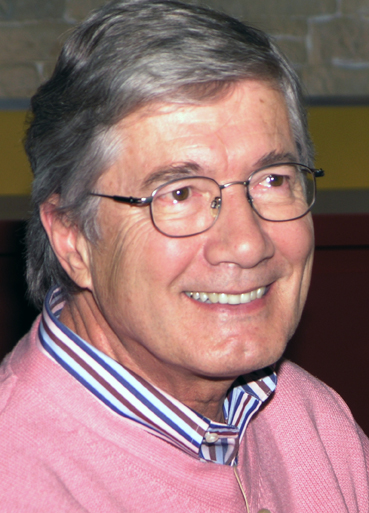
Christian Wolff
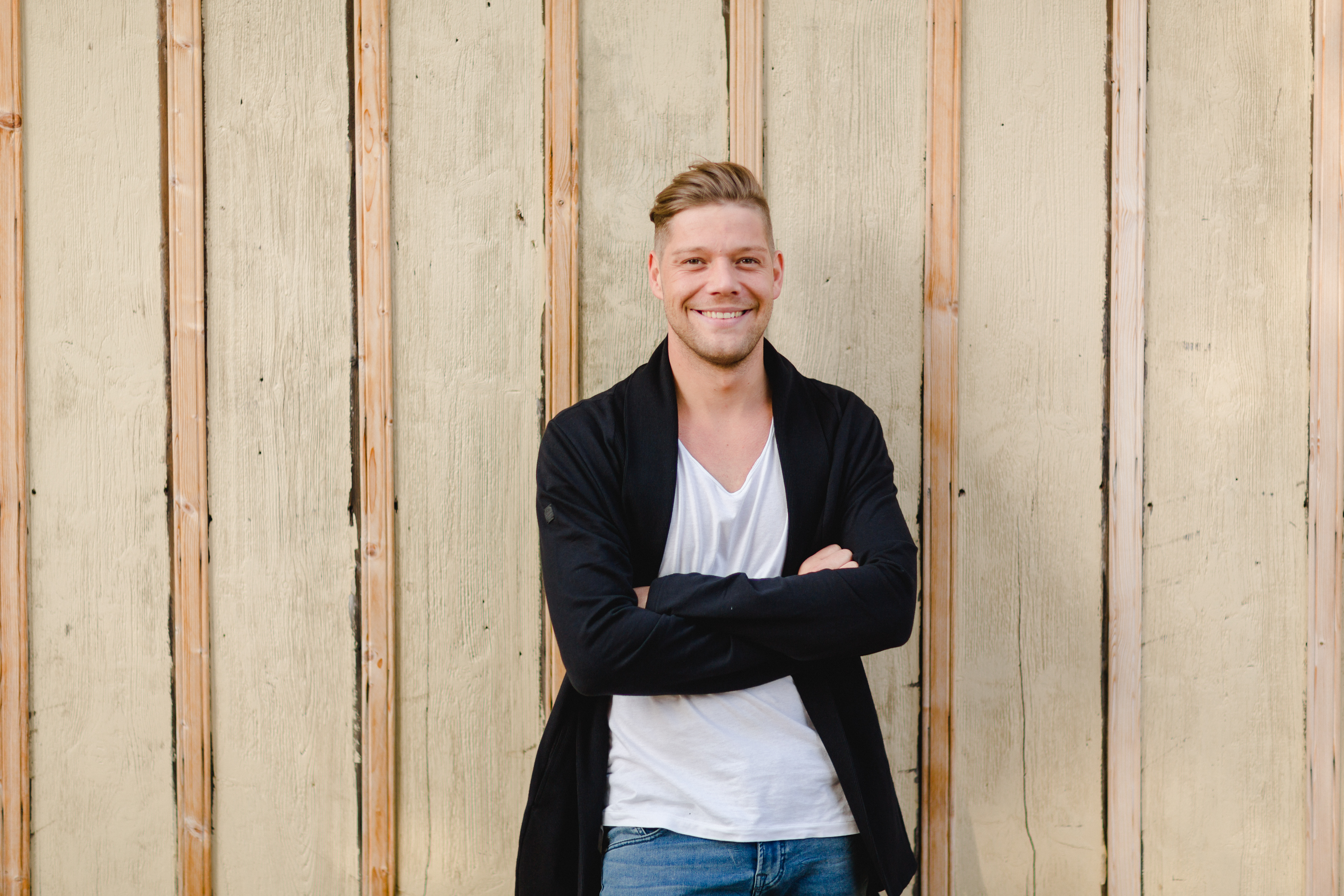
Robin Pietsch
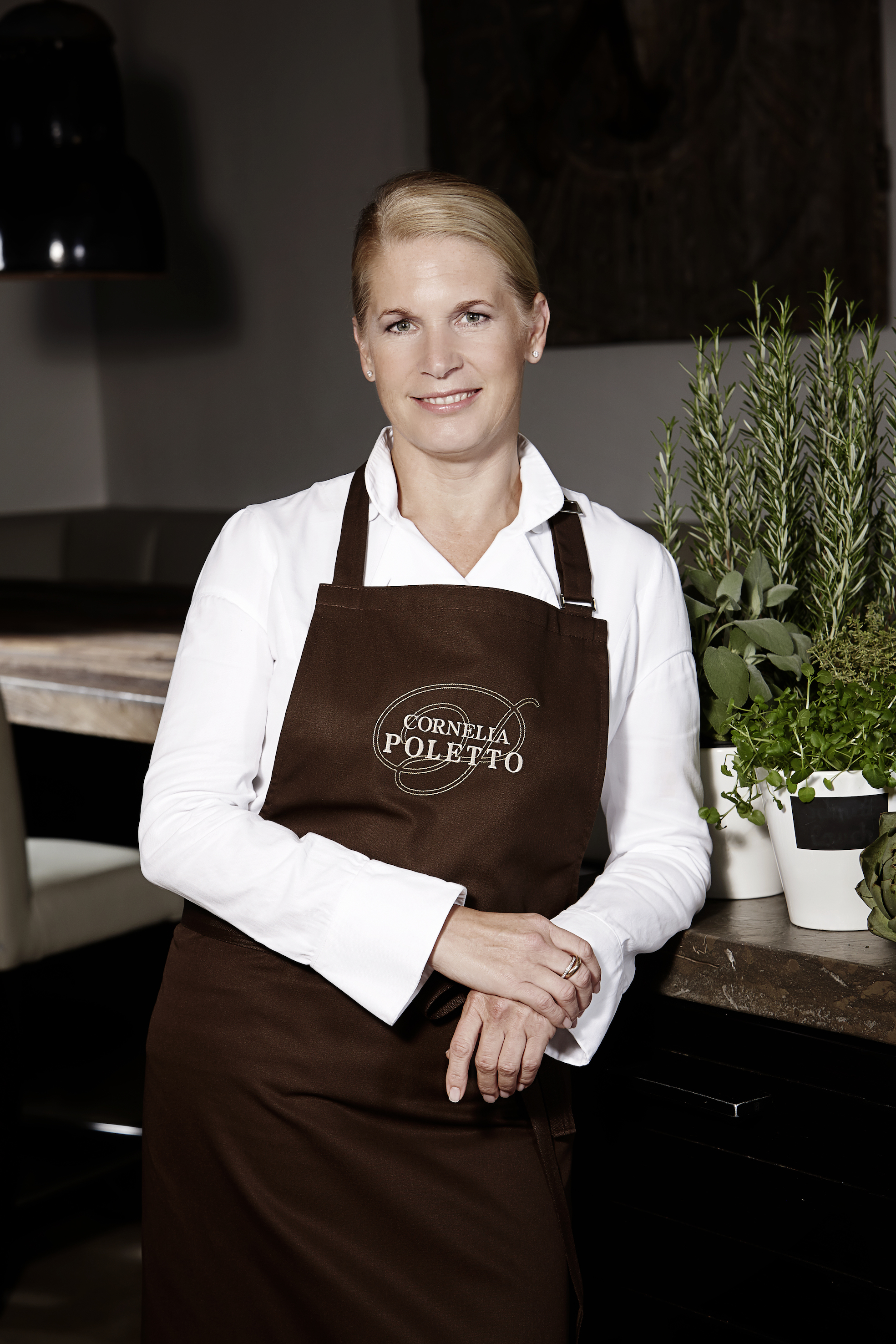
Cornelia Poletto
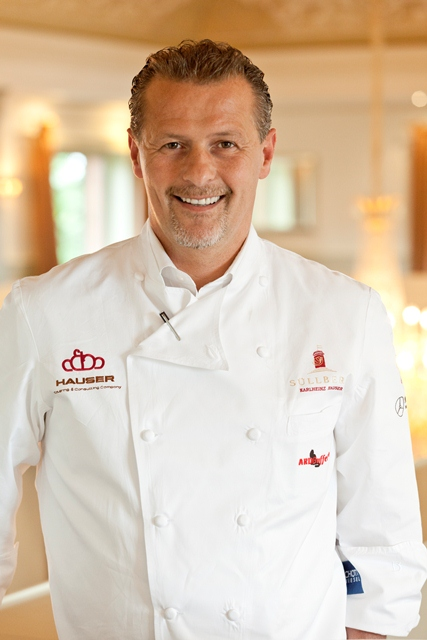
Karlheinz Hauser
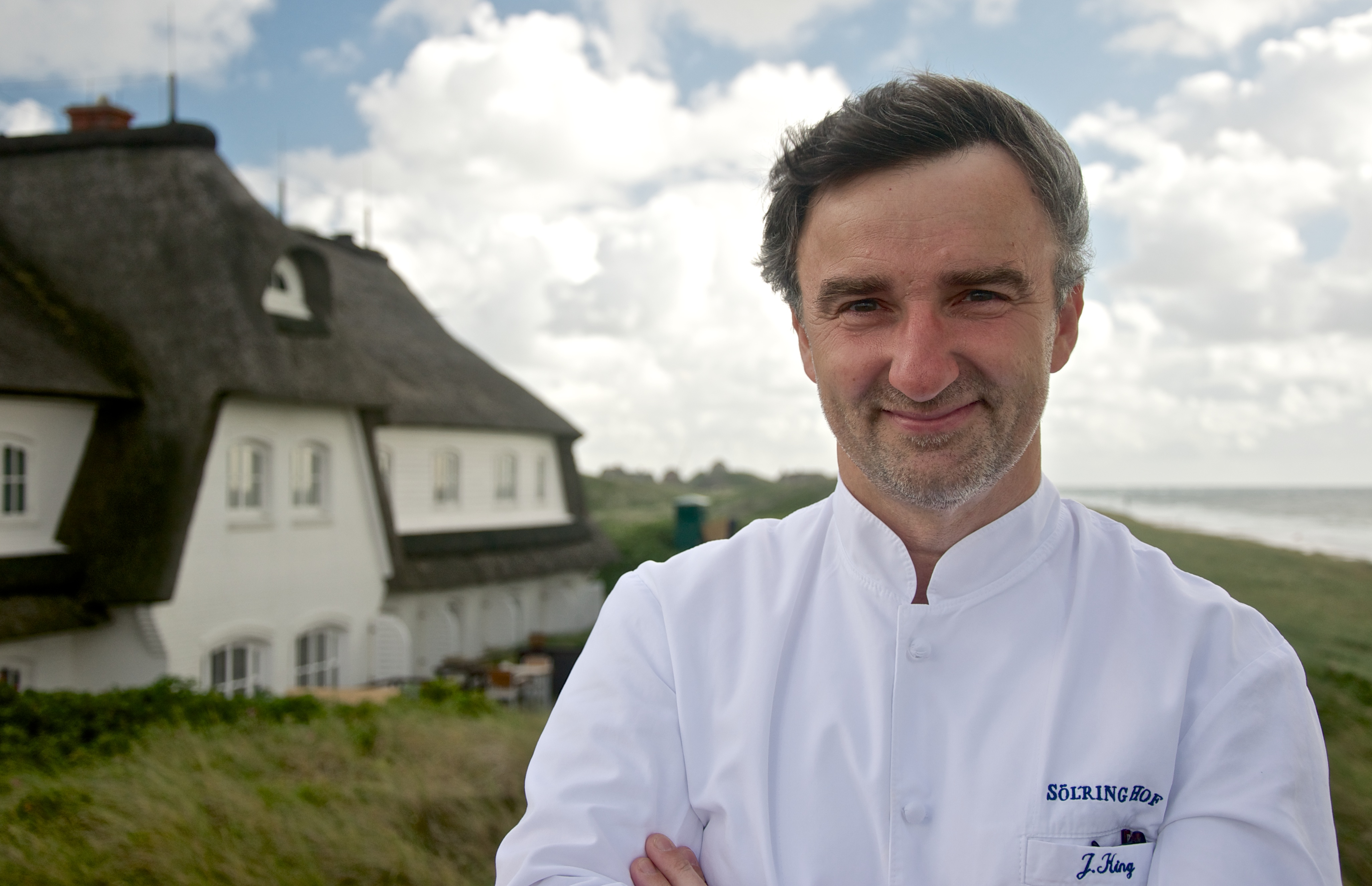
Johannes King

## Einschaltquoten
Die Tabelle weist die am Tag der TV-Erstausstrahlung gemessenen Einschaltquoten aus, dahinter in Klammern die endgültig gewichteten Quoten nach zeitversetzter Nutzung. 
| Folge | Datum der Erstausstrahlung | Zuschauer Gesamt      | Zuschauer 14 bis 49 Jahre | Quote Gesamt  | Quote 14 bis 49 Jahre | Quellen              |
| ----- | -------------------------- | --------------------- | ------------------------- | ------------- | --------------------- | -------------------- |
| 1     | 14. Februar 2021           | 1,90 Mio. (2,02 Mio.) | 1,08 Mio. (1,15 Mio.)     | 6,7 % (7,0 %) | 13,3 % (13,9 %)       | [ 15 ] [ 16 ] [ 17 ] |
| 2     | 21. Februar 2021           | 1,64 Mio. (1,75 Mio.) | 0,88 Mio. (0,97 Mio.)     | 6,0 % (6,3 %) | 11,2 % (12,1 %)       | [ 18 ] [ 19 ] [ 20 ] |
| 3     | 28. Februar 2021           | 1,75 Mio. (1,87 Mio.) | 0,95 Mio. (1,03 Mio.)     | 6,5 % (6,9 %) | 12,4 % (13,3 %)       | [ 21 ] [ 22 ]        |
| 4     | 7. März 2021               | 1,73 Mio. (1,88 Mio.) | 1,00 Mio. (1,11 Mio.)     | 6,3 % (6,7 %) | 12,7 % (13,9 %)       | [ 23 ] [ 24 ] [ 25 ] |
| 5     | 14. März 2021              | 1,71 Mio. (1,86 Mio.) | 0,99 Mio. (1,11 Mio.)     | 6,3 % (6,7 %) | 12,9 % (14,0 %)       | [ 26 ] [ 27 ]        |
| 6     | 21. März 2021              | 1,99 Mio. (2,16 Mio.) | 1,15 Mio. (1,27 Mio.)     | 7,1 % (7,5 %) | 14,3 % (15,3 %)       | [ 28 ] [ 29 ] [ 30 ] |